# Argos (fils d'Arestor)
Pour les articles homonymes, voir Argos.
Dans la mythologie grecque, Argos (en grec ancien Ἄργος / Árgos), fils d'Arestor, passe (ou bien son homonyme Argos fils de Phrixos selon les sources) pour l'artisan qui construisit le navire Argo, avec l'aide de la déesse Athéna. Il s'embarqua ensuite comme pilote avec les Argonautes.
Il ne doit pas être confondu avec son homonyme Argos Panoptès, le Géant, lui aussi fils d'un Arestor selon certains auteurs.

## Sources
- Apollonios de Rhodes, Argonautiques [détail des éditions] [lire en ligne] (I, 111).
- Valerius Flaccus, Argonautiques [détail des éditions] [lire en ligne] (I, passim ; II, 390).